# تادو، میه

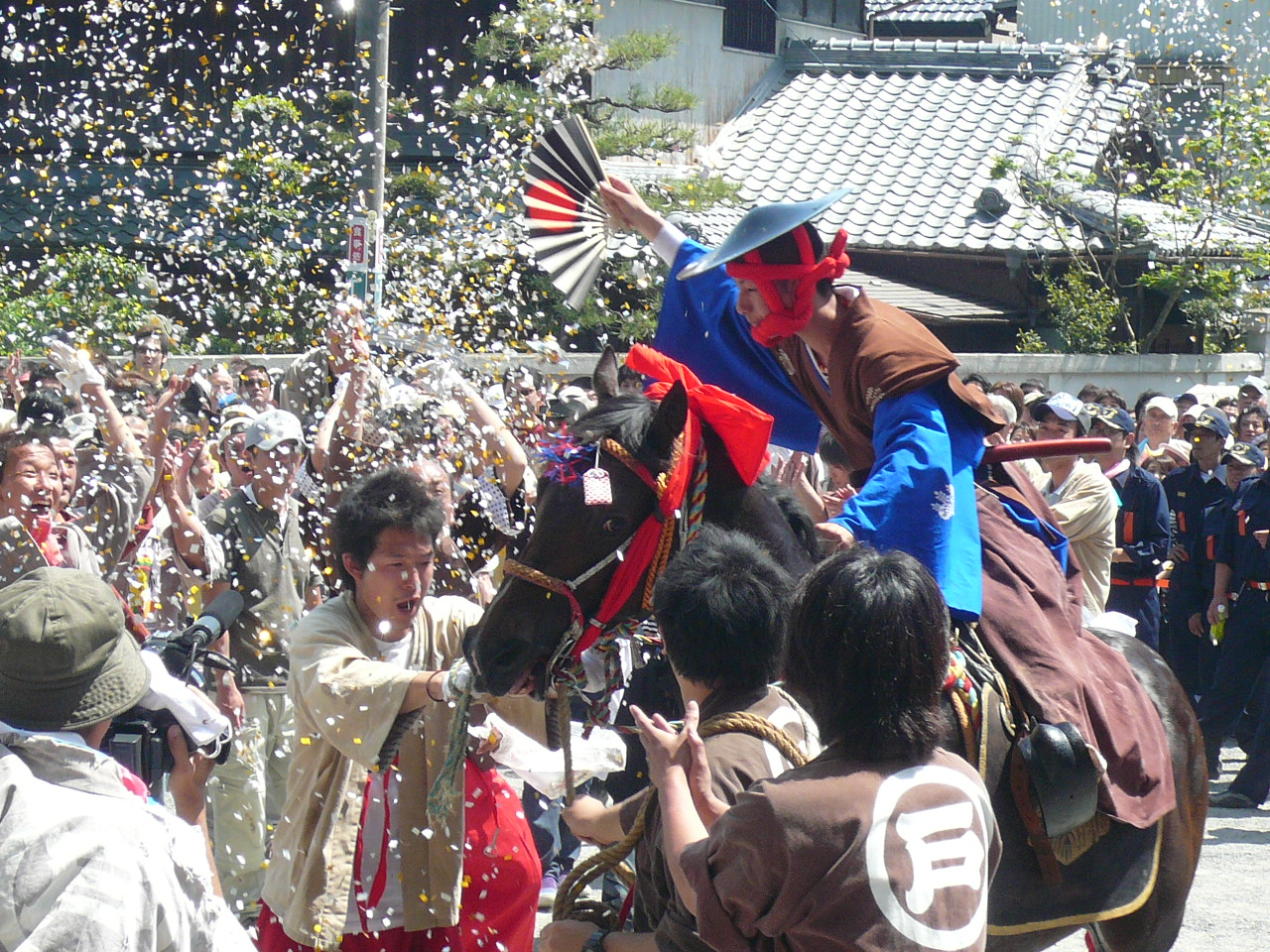
«جشنوارهٔ تادو» در شهرک تادو، میه. این رویداد، هر ساله در ماه مه برگزار می‌گردد. - ۲۰۰۸

تادو، میه (به ژاپنی: 多度町 Tado-chō) یک  شهرک در شهرستان کووانا، میه در استان میه در ژاپن بود. در ۶ دسامبر ۲۰۰۴ تادو، میه و ناگاشیما، میه که آن هم در شهرستان کووانا واقع بود ادغام شدند و به نام شهر کووانا، میه خوانده شدند.